# Carapoia genitalis
Carapoia genitalis là một loài nhện trong họ Pholcidae. Loài này được phát hiện ở Brasil.